# Dr Jekyll and Mistress Hyde
Cet article possède un paronyme, voir Docteur Jekyll et M. Hyde.
Pour plus de détails, voir Fiche technique et Distribution.
Dr Jekyll and Mistress Hyde est un film américain réalisé par Tony Marsiglia, sorti en 2003. 
Le film est une parodie érotique du roman court L'Étrange Cas du docteur Jekyll et de mister Hyde, publié par Robert Louis Stevenson en 1886. 
D’autres versions féminisées du roman (au moins pour le personnage de mister Hyde) étaient déjà sorties au cinéma : 
- en 1971 : Docteur Jekyll et Sister Hyde de Roy Ward Baker ;
- en 1995 : Docteur Jekyll et Ms Hyde de David Price.

## Synopsis
La controversée thérapeute Dr Jackie Stevenson (Julian Wells) a mis au point un sérum expérimental qui sépare le «pur» et la «luxure», les deux moitiés du psyché féminin. Après une première expérience infructueuse qui a conduit sa patiente Martine (Misty Mundae) dans un hôpital psychiatrique, elle décide d'essayer le sérum à moins forte dose sur elle-même. Elle se transforme alors en Heidi Hyde, son alter ego lubrique, une lesbienne vorace qui partira dans les rues de Los Angeles la nuit à la recherche de plaisirs charnels.

## Fiche technique
- Titre : Dr Jekyll and Mistress Hyde
- Réalisateur : Tony Marsiglia
- Scénario : Bruce G. Hallenbeck et Robert Louis Stevenson (roman)
- Langue : Anglais
- Format : Couleurs
- Durée : 88 minutes
- Pays :  États-Unis
- Date de sortie :
  - États-Unis : 6 janvier 2003

## Distribution
- Julian Wells : Dr Jackie Stevenson / Heidi Hyde
- Misty Mundae : Martine Flagstone / Dawn Hopkins
- Ruby Larocca : Paula Beswick
- Andrea Davis : Ingrid
- Boz Tennyson : Richard Stevenson